# Szobotka Imre
Szobotka Imre  (Zalaegerszeg, 1890. szeptember 3. – Budapest, 1961. május 24.) Munkácsy-díjas (1955) magyar festő.
1905 és 1910 között az Iparművészeti Iskolában, Ujváry Ignác volt a mestere. 1908-ban tanulmányútra ment Velencébe, 1909-ben pedig Rómába, amelyre barátja, Bossányi Ervin kísérte el. 1910-től Párizsban tanult, ahol a kubizmus hívévé szegődött (Zöldségárus). Hazatérve a nagybányai tradíció és a kubizmus egységét kereste az impresszionizmus és kubizmus formajegyeinek ötvözésével. Képeit finom színvilág, lírai hangulat jellemzi. Több ízben járt tanulmányúton Párizsban, Hollandiában. 1921-ben a budapesti Belvederében, 1929-1931-ben a Tamás Galériában, 1961-ben a Csók Galériában rendezett gyűjteményes kiállítást. Rézkarcban is kimagasló eredményt ért el.

## Életpályája
Édesapja Szobotka Rezső, édesanyja Beczásy Júlia. 5 testvére van, egyik nővére Katus Beczássy Judit néven írónő, regényeket publikál.
1922-ben feleségül veszi a holland Johanna Vissert. 1924-ben születik lányuk, Szobotka Viola.
1905-1910: budapesti Iparművészeti Iskola, mestere Újváry Ignác volt. 1908-ban Velencében, 1909-ben Rómában járt tanulmányúton barátjával, Bossányi Ervinnel. 1910 őszén Párizsba utazott, ahol Csáky József szobrászművésznél lakott. 1911 nyarán Erdélyben, Homoródon festett. E képekből rendezte meg első kiállítását Székelyudvarhelyen. 1912-1913-ban Párizsban, a La Palette szabadiskolában képezte magát, tanárai Jean Metzinger és Le Fauconnier voltak. Műveit 1913 és 1914 tavaszán bemutatta a Salon des Indépendants kiállításon. 
1914-ben Bretagne-ba, Saint Brieuc-be internálták. E periódusban készült tájképei, csendéletei és portréi (Pipázó, 1914; Matróz, 1916), valamint Paul Claudel: Kinyilatkoztatás (1916-17) c. misztériumához készített akvarell illusztrációja, a magyar művészetben visszafogottan jelen levő kubista irányzat nemzetközi rangú értékei. Az internálótáborban készített vízfestményein kísérletet tett a korai szintetikus kubizmus, az orfizmus és a szimbolizmus értékeinek ötvözésére. 
1919 júniusában tért haza Franciaországból. Képein a látvány természethű ábrázolása egyre nagyobb hangsúlyt kapott. A Belvederében 1921 novemberében megnyílt kiállítása ezen út kezdete, későbbi állomásai pedig 1929-ben és 1930-ban a gyűjteményes kiállítása a Tamás Galériában, 1938-ban a Fränkel Szalonban, s 1943-ban és 44-ben a Műbarát Mária Valéria utcai kiállítási helyiségében. Műveire – különösen tájképeire – továbbra is jellemző a szilárd szerkezeti váz, a határozott konstrukció és ez karakteres jelenlétet biztosított számára a nagybányai hagyományokat tovább éltető polgári művészek között. A Képzőművészek Új Társasága alapító tagja volt, s a csoport valamennyi kiállításán részt vett. Martfűn, Baján, Zebegényben, Nagybányán, Szentendrén, a Balatonnál festett. 1930-ban a Szinyei Társaság tájkép díját nyerte Malom Nagybányán (1929) című képével, 1938-ban a XXI. Velencei Biennálén szerepeltek művei. 1941-ben a Szinyei Társaság nagydíját kapta. 
1945 nem okozott lényeges stílustörést alkotótevékenységében. Több munkát ábrázoló festményt, grafikát készített, ám témái között továbbra is a tájkép volt a meghatározó. Utolsó éveinek nyarait Zsennyén töltötte, melynek eredményei lírai pasztell képei. 1952-ben a Képző- és Iparművészeti Szövetség Festőszakosztály elnöke. 1954-ben Munkácsy-díjjal tüntették ki, 1960-ban Szocialista Munka érdemérmet kapott.
A farkasréti temetőben nyugszik. [1/7. (1/D.) parcella 1-46.]

## Kiállítások

### Egyéni kiállítások
1947 • Ernst Múzeum, Budapest [Gráber Margittal, Perlrott Csabával] (kat.)
1949 • Fővárosi NépMűvelődési Központ [Szandai Sándorral] (kat.), Csók Galéria, Budapest
1971 • Magyar Nemzeti Galéria, Budapest (kat.)
1973 • G. dell’Incisione, Milánó (kat.)
1982 • Göcseji Múzeum, Zalaegerszeg (kat.)
1990 • Műgyűjtők Galéria, Budapest
1996 • Kieselbach Galéria, Budapest

### Válogatott csoportos kiállítások
1945 • Szinyei Társaság Jubiláris kiállítása, Ernst Múzeum, Budapest
1950 • 1. Magyar Képzőművészeti kiállítás, Műcsarnok, Budapest
1955 • Képzőművészetünk tíz éve, Műcsarnok, Budapest
1959 • Mezőgazdaság a képzőművészetben, Mezőgazdasági Múzeum, Budapest
1964 • A Dunakanyar festői, Magyar Nemzeti Galéria, Budapest
1967 • A Gresham és köre. A huszadik század magyar művészete, Csók Képtár, Székesfehérvár
1972 • Magyar avantgarde 1909-1930, München
1975 • Művészet Magyarországon 1900-1950, Kunstmuseum, Luzern
1979-1980 • Nyolcak és Aktivisták, Saint Étienne • London
1980 • Róma • Genova • Párizs
1981 • Magyar Nemzeti Galéria, Budapest
1982 • Stockholm • Göteborg
1995 • Budapest 1886-1914, Musée des Beaux-Arts, Dijon
1995 • Utak Párizsba és Berlinbe, Magyar festészet a 20-as és 30-as években, Magyar Intézet, Berlin.

### Művek közgyűjteményekben
- Művek közgyűjteményekben
- Fővárosi Képtár, Budapest
- Göcseji Múzeum, Zalaegerszeg
- Szent István Király Múzeum, Székesfehérvár

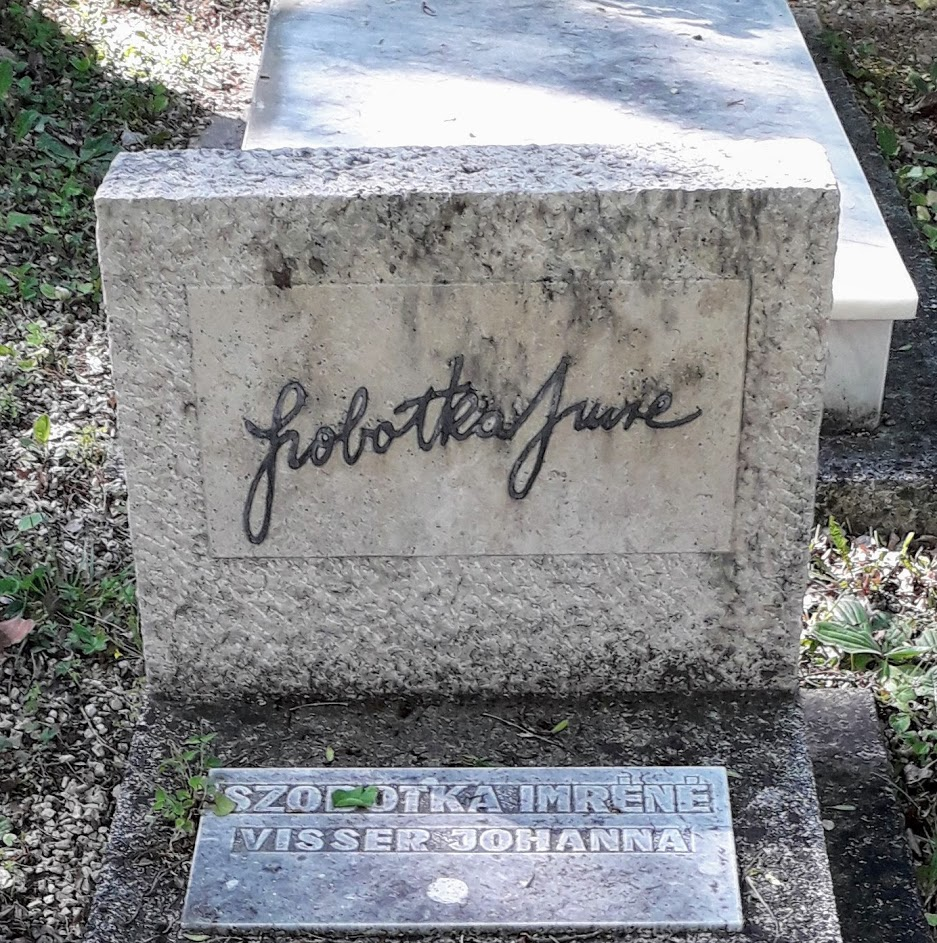

- Janus Pannonius Múzeum, Pécs
- Magyar Nemzeti Galéria, Budapest
- Türr István Múzeum, Baja.

## Egyéni kiállítások
- 1947 • Ernst Múzeum, Budapest [Gráber Margittal, Perlrott Csabával] (kat.)
- 1949 • Fővárosi NépMűvelődési Központ [Szandai Sándorral] (kat.), Csók Galéria, Budapest
- 1971 • Magyar Nemzeti Galéria, Budapest (kat.)
- 1973 • G. dell'Incisione, Milánó (kat.)
- 1982 • Göcseji Múzeum, Zalaegerszeg (kat.)
- 1990 • Műgyűjtők Galéria, Budapest
- 1996 • Kieselbach Galéria, Budapest

## Válogatott csoportos kiállítások
- 1945 • Szinyei Társaság Jubiláris kiállítása, Ernst Múzeum, Budapest
- 1950 • 1. Magyar Képzőművészeti kiállítás, Műcsarnok, Budapest
- 1955 • Képzőművészetünk tíz éve, Műcsarnok, Budapest
- 1959 • Mezőgazdaság a képzőművészetben, Mezőgazdasági Múzeum, Budapest
- 1964 • A Dunakanyar festői, Magyar Nemzeti Galéria, Budapest
- 1967 • A Gresham és köre. A huszadik század magyar művészete, Csók Képtár, Székesfehérvár
- 1972 • Magyar avantgarde 1909-1930, München
- 1975 • Művészet Magyarországon 1900-1950, Kunstmuseum, Luzern
- 1979-1980 • Nyolcak és Aktivisták, Saint Étienne • London
- 1980 • Róma • Genova • Párizs
- 1981 • Magyar Nemzeti Galéria, Budapest
- 1982 • Stockholm • Göteborg
- 1995 • Budapest 1886-1914, Musée des Beaux-Arts, Dijon
- 1995 • Utak Párizsba és Berlinbe, Magyar festészet a 20-as és 30-as években, Magyar Intézet, Berlin.
- 2013 • Allegro Barbaro. Bartók Béla és a magyar modernizmus 1905–1920, Musée d’Orsay, Párizs[3]

## Művei aukciókon, gyűjteményekben
- Szobotka Imre 195 alkotása

## Művek közgyűjteményekben
- Fővárosi Képtár, Budapest
- Göcseji Múzeum, Zalaegerszeg
- Szent István Király Múzeum, Székesfehérvár
- Janus Pannonius Múzeum, Pécs
- Magyar Nemzeti Galéria, Budapest
- Türr István Múzeum, Baja